# والدورف آستوریا هتل و رزیدنس تاور
والدورف آستوریا هتل و رزیدنس تاور یک برج واقع در می‌باشد. معمار این بنا DeStefano & Partners است. تعداد طبقاتش ۱۰۷ است.